# Такеда Кацујори
Такеда Кацујори (1546-1582) био је јапански феудални господар (даимјо) у Периоду зараћених држава (1467-1600). Запамћен је у историји као последњи вођа клана Такеда и заклети непријатељ двојице великих ујединитеља Јапана, Ода Нобунаге и Токугава Ијејасуа.

## Биографија

### Вођа клана Такеда
Такеда Широ Кацујори био је ванбрачни син Такеда Шингена, једног од највећих јапанских војсковођа тог времена. За очевог живота истакао се као способан војсковођа и заповедник коњице у бици код Микатагахаре (1572). Постао је вођа клана Такеда након Шингенове смрти 1573, наследивши простране поседе у провинцијама Кај, Шинано, Суруга и Козуке, као и најискуснију војску у читавом Јапану. У пролеће 1575. склопио је заверу за незадовољним вазалима Токугава Ијејасуа (које је предводила његова супруга, госпођа Цукијама) и покушао да заузме Ијејасуове поседе у провинцијама Тотоми и Микава, али је катастрофално потучен од уједињених снага Ода Нобунаге и Токугава Ијејасуа код Нагашина (1575), где је његова коњица уништена при јуришу на барикаде које је бранила лака пешадија (ашигару) наоружана ватреним оружјем. После тога војна моћ клана Такеда била је готово сломљена, а дотадашњи савезници (клан Хоџо) су их напустили.

### Пад клана Такеда
Држећи се у дефанзиви и упорно бранећи пограничне замкове, Кацујори је успео да одржи своје поседе све до пролећа 1582, када су снаге Ода Нобунаге (око 30.000), Токугава Ијејасуа (око 10.000) и клана Хоџо (око 30.000) истовремено напале Шинано, Суругу и Кај са три стране. Кацујоријеве снаге (укупно више од 20.000 људи) биле су расуте у малим посадама од по неколико стотина људи по утврђењима на граници, и већина је савладана после веома кратке борбе. Сам Кацујори спалио је своју престоницу, недовршени замак Шинпу код Кофу-а, и покушао да побегне на исток, али је сустигнут и опкољен код села Тано у источном Каи-ју. Са свега 40 преосталих самураја Кацујори се борио до краја, а затим извршио сепуку са целом својом породицом. Преживели Кацујоријеви рођаци већином су похватани и погубљени по Нобунагином наређењу. Био је то крај клана Такеда као независне феудалне државе у источном Јапану.

### Карактер
Хроника господара Нобунаге, један од најважнијих извора за историју тог времена, описује Кацујорија као суровог, корумпираног и непопуларног господара. Хроника наводи да је Кацујори кажњавао ситне преступнике черечењем воловима или кувањем у котлу (који су морали да ложе чланови осуђеникове породице), док су и најтежи злочинци могли да се откупе за новац. Такође, хроника наводи да су сељаци на Кацујоријевим поседима били толико исцрпљени непрестаним ратовима, порезима и принудном мобилизацијом да су 1582. дочекали Нобунагину војску као ослободиоце. Колико је Кацујоријев режим био непопуларан, показује и чињеница да су његове 4 провинције освојене у пролеће 1582. без и једне веће битке.